# Janusz Owczarek
Janusz Waldemar Owczarek (ur. 4 czerwca 1932 w Sochaczewie, zm. 13 grudnia 2018 we Wrocławiu) – polski działacz państwowy i partyjny w okresie PRL, wojewoda.

## Życiorys
Syn Stanisława i Adeli. Od 1955 należał do Polskiej Zjednoczonej Partii Robotniczej. Ukończył studia na Wydziale Prawa i Administracji Uniwersytetu Wrocławskiego. Był sekretarzem prezydium Powiatowej Rady Narodowej w Zgorzelcu (1956–1960) i sekretarzem prezydium Miejskiej Rady Narodowej w Jeleniej Górze (od 1960), następnie pracował w administracji PZPR. Pełnił m.in. funkcję sekretarza Komitetu Powiatowego w Jaworze (1964–1966), I sekretarza Komitetu Powiatowego w Nowej Rudzie (1966–1971), sekretarza Komitetu Wojewódzkiego we Wrocławiu (1971–1975), członka egzekutywy Komitetu Wojewódzkiego we Wrocławiu (od 1971) i Legnicy (1975–1979), zaś w latach 1975–1981 zastępcy członka Komitetu Centralnego. W latach 1975–1979 był wojewodą legnickim, następnie (1979–1990) wojewodą wrocławskim.

## Odznaczenia
- Krzyż Komandorski Orderu Odrodzenia Polski
- Krzyż Oficerskim Orderu Odrodzenia Polski